# Minua venefica
Minua venefica is een hooiwagen uit de familie Minuidae.